# 法兰西岛快速有轨电车11号线
法兰西岛快速有轨电车11号线（法語：Ligne 11 Express du tramway d'Île-de-France），简称电车11号线，是法国巴黎北郊的一条有轨电车线路，属于法兰西岛远郊铁路Transilien，将连接西北郊的塞纳河畔埃皮奈和东北郊的勒布爾熱。一期路网於2017年7月1日通车。

## 概述
11号线的计划最早可追溯到1990年代中期。当时法兰西岛规划办（Schéma directeur de la région Île-de-France，SDRIF）计划开通四条环线铁路 (即东南西北四个方向的环线) 连接法兰西岛的的数个交通枢纽和新市镇，包括戴高乐机场、凡尔赛、马恩拉瓦莱等地，以应对巴黎郊区与郊区之间日益增长的客流来往。
起初，当局决定采用RER的模式来运营这条环线，并依赖既有的法兰西岛大环线铁路，但大环线铁路主要归货车使用，流量很大，经过商讨，这个环线计划转变为数条切向线计划，而11号线便是其中之一，其法语名“Tangentielle”便是"切线"的意思，和环线属于同一方向上的轨道交通线。2000年10月，11号线被写入国家-地方七年合同，直至2014年部分通车。一期工程预计耗资2.99亿欧元，其中法兰西岛负责2.01亿，法国政府提供9800万。列车另外耗资5000万欧元。到2018年全线通车时，工程耗资将达到7.6亿，而列车耗资将达到1.71亿。这都是按世纪初的汇率计算的，2008年工程预计耗资总额已达10亿。
通车之后，11号线将由SNCF负责营运。列车每日从清晨5时一直运行至午夜，一期工程通车后，将有11辆列车投入运行，全程通车后又将有27辆列车投放。高峰期发车频率为5分钟，平日则为10分钟，列车将以约50公里的时速，在35分钟里走完全程（全程通车后）。
2006年11月至12月，11号线进行了公众调查，2008年5月29日线路资讯对外公布，2010年12月13日，线路正式动工。

## 车站列表

法兰西岛快速有轨电车11号线路线图

|  |   |  | 车站                                    | 途经城镇           | 转乘其他列车          |
|  | - |  | --------------------------------------- | ------------------ | --------------------- |
|  | o |  | 塞纳河畔埃皮奈站 Épinay-sur-Seine       | 塞纳河畔埃皮奈     | [T] · (C) · (T) · (8) |
|  | o |  | 埃皮奈-维勒塔讷斯 Épinay - Villetaneuse | 塞纳河畔埃皮奈     | [T] · [H]             |
|  | o |  | 维勒塔讷斯大学 Villetaneuse-Université  | 维勒塔讷斯         | (T) · (8)             |
|  | o |  | 皮埃尔菲特-斯坦 Pierrefitte - Stains    | 塞纳河畔皮埃尔菲特 | [T] · (D)             |
|  | o |  | 斯坦樱桃园 Stains-La Cerisaie           | 斯坦               |                       |
|  | o |  | 迪尼-拉库尔讷沃 Dugny - La Courneuve    | 迪尼 拉库尔讷沃    |                       |
|  | o |  | 勒布尔歇站 Le Bourget                   | 勒布爾熱           | [T] · (B)             |

## 使用车型

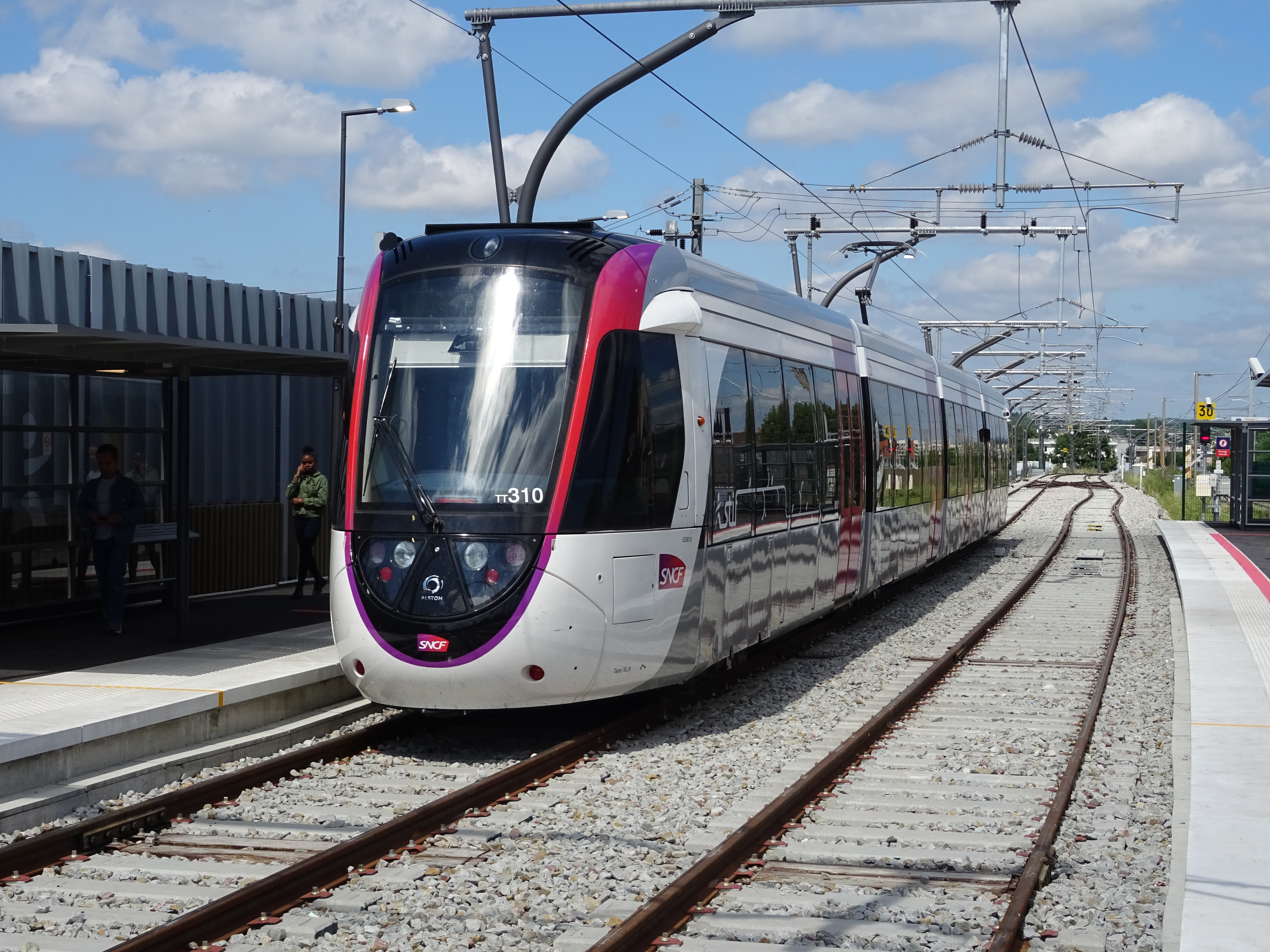
位於Épinay-sur-Seine車站的阿爾斯通Alstom Citadis Dualis列車

11号线使用阿爾斯通Alstom Citadis Dualis輕軌列車长42米，宽2.65米，最高时速可达100公里，具有强劲的加速性能，可攀爬65‰的坡度。车底板高38厘米，方便残障人士上下车，列車可运载250人，还可根据交通流量进行重联。另外，车内还配备了冷风设备和行车音视讯系统。

## 未来计划
SDRIF已于2007年2月对公众透露了11号线的未来计划。将向东延伸至东郊的大努瓦西-东山站，预计在2020年完成。SDRIF同时亦计划在更远的未来将线路向南延伸至东南郊甚至南郊。不过目前线路东延段尚无任何资讯。
11号线投入使用后，巴黎地铁5号线在博比尼终点路段将会增加一个车站和11号线进行换乘。而该车站的用地在1985年5号线最后一次延长时已经征用，但目前尚无任何动作。